# NDM-1
NDM-1 är en gen som i form av ett enzym kan bindas till en bakterie, och ge denna bakterie resistens mot många antibiotika.
Uttolkningen av akronymen är New Delhi metallo-betalaktamas-1, ibland skrivet New Delhi metallo-β-laktamas. Ledet New Delhi härstammar från att förekomsten för första gången lokaliserades i trakten av New Delhi. Professor Otto Cars sa 2011 att inte är farligt att ha NDM-1 i tarmfloran utan att "Det är farligt om man blir opererad eller blir sjuk, till exempel får en urinvägsinfektion". Per 2011 hade hundratals fall konstaterats och ett flertal dödsfall, men mörkertalet bedömdes som stort.
Professor Lindsay Grayson på Austin Hospital i Australien beskrev 2011 hur genen sprider sig i kroppen: "Det är lite som att tvätta en röd tröja tillsammans med vita. Det blir inte fler av den röda tröjan men de vita tröjorna förvandlas till röda". Fram till 2011 hade ett fall av bakterien konstaterats i Sverige, detta hos en person som vistats i Indien. Det var i och med dennes hemkomst under 2008 som genen upptäcktes.
En studie publicerad i Lancet Infectious Diseases den 7 april 2011 visade att NDM-1 fanns i New Delhis avlopps- och kranvatten.